# Vlag van Kiev (stad)

Vlag van Kiev

De vlag van Kiev is een banier van het traditionele stadswapen van Kiev. De vlag is een blauw doek met in het midden aartsengel Michaël, de patroonheilige van Kiev en Oekraïne.
De vlag, die sinds 27 mei 1995 is gebruik is, heeft een hoogte-breedteverhouding van 2:3.